# Stanislas Karwat
Stanislas Karwat, a właściwie Stanisław Karwat (ur. 3 października 1965) – polski piłkarz posiadający także francuski paszport.
Swoją karierę zaczynał w klubie ze swojego rodzinnego miasta, Tomasovii Tomaszów Lubelski. Później przez trzy lata grał w Motorze Lublin. W 1987 roku przez jeden sezon reprezentował barwy Stali Stalowa Wola. Jego ostatnim polskim klubem przed wyjazdem do Francji była Jagiellonia Białystok.
W 1996 roku doszedł wraz z Nîmes Olympique do finału Pucharu Francji oraz później występował z tą drużyną w Pucharze Zdobywców Pucharów.
Występował również w klubie Ligue 2 FC Martigues.
Po zakończeniu kariery zajął się trenowaniem bramkarzy w FC Istres.